# 橋本由香利
橋本 由香利（はしもと ゆかり、1966年4月4日 - ）は、日本のミュージシャン、作曲家、編曲家、作詞家、キーボーディスト。東京都出身。ベリーグー所属。

## 来歴
1992年8月、赤柴亜矢子（ヴォーカル）とユニット「marigold leaf」を結成。1枚のEPを発表した後、数枚のコンピレーションに参加したものの、その後解散する。1999年11月、坂本和賀子（ヴォーカル）とユニット「maybelle」を結成、1枚のミニアルバムとEP、また数枚のコンピレーションに参加する。現在は活動停止中だが、解散はしていない。また、ソロユニットとして「marianne Amplifier」の名義でも活動している。
シンセサイザープログラマーとして歌謡曲やポップスを中心に数々のセッションに参加する一方、作詞家・作曲家・編曲家としてもさまざまなアーティストの作品に関わる。テレビアニメやゲームの関連曲、声優の楽曲にも多数参加している。

## 影響
クレプスキュールをはじめとする1980年代から1990年代のヨーロッパのインディーズレーベルを好んでいた。アキバ総研とのインタビューの中で、自身の音楽制作はネオアコから影響を受けたと語っている。また、『ユリ熊嵐』の劇伴制作の資料集めの中で知ったヘイワイヤーも、個人的な趣味として聴くことが増えたと、前述のインタビューの中で述べている。

## ディスコグラフィ

### marigold leaf
- シングル
  - marigold leaf（1996年、HAMMER LABEL H-508）
- コンピレーション
  - THE BIRTH OF THE TRUE II（1993年8月6日、ポルスプエスト・レコード STAP-0314）
    - M-4.I wonder "WHY"? but fall in love、M-11.Drive

  - Studio Lab.FLOCKS（2002年2月27日、HAMMER LABEL NNCH-40001）
    - M-13.BITTER LOVE

  - ORDINARY MUSIC（2009年9月23日、Vivid Sound VSCD3392 / HAMMER LABEL H512）
    - M-8.if you wish

### Maybelle
- シングル
  - オレンジ色の煙（2002年6月6日、Coa Records COAR-0015）
    - 1. オレンジ色の煙 2.Leaf 3.空は待っている
- ミニアルバム
  - キンポウゲの日々（2000年12月14日、Coa Records COAR-0007）
    - 1.キンポウゲの日々 2.かげぼうしの頃 3.Seashell 4.Last Snow 5.Have a kitten 6.Planet of green
- カセットテープ
  - marsh-marrigold e.p.（2000年4月22日）
- コンピレーション
  - mo-rough（2001年4月20日、Coa Records COAR-0008）
    - M-13.maybe true, maybe lie?

  - killermont street 2001（2001年9月25日、LD&K 37-LDKCD）
    - M-7.かげぼうしの頃

  - my charm ornament #6「voyage a la mode」（2003年10月1日、my charm ornament / abcdefg*records MCO-2）
    - M-x.六番目の響き

  - 渋谷系インディーポップ-Vol.1 headstart for happiness（2007年12月22日、TKO new music corporation TKOK-0001）
    - M-19.昨日の涙（Demo Version）

## 楽曲提供

### 声優・歌手
浅野真澄
- 「夏休み」（作曲・編曲）

Aice5
- 「Love Power」（作曲・編曲）
- 「Smile」（作詞・作曲・編曲）
- 「Brand new day」（作詞・作曲・編曲）
- 「Eternity」（作詞・作曲・編曲）
- 「ショートショートケーキ」（作詞・作曲・編曲）
- 「Prologue of Aice5」（作曲・編曲）
- 「Epilogue of Aice5」（作曲・編曲）

アルガレイ
- 「ある恋の始まり」（編曲）
- 「Hero」（編曲）

いしだ壱成
- 「マトリカ」（編曲）

今井麻美
- 「天空の炎 〜miragem〜」（作曲・編曲）
- 「Rain 〜てのひらのアンブレラ〜」（作曲・編曲）

上坂すみれ
- 「Inner Urge」（編曲）

UYAMUYA
- 「日常☆CRASHER」（作曲・編曲）

大石恵
- 「Be my baby」（作詞・作曲）

川澄綾子
- 「原罪のAperitif」（作曲・編曲）

清竜人
- 「バカ♡バカ♡バカ♡」（編曲・キーボード）

清竜人25
- 「Mr.PLAY BOY...♡」（編曲）
- 「The♡Birthday♡Surprise」（編曲）
- 「やっぱりWifeがNo.1♪」（編曲）
- 「25♡」（編曲）
- 「マイ♡ワイフ♡イズ♡アイドル」（編曲）

クローバー
- 「それだLove!!」（作曲・編曲）
- 「マジスキMAGIC」（編曲）
- 「四つ葉物語」（作曲・編曲）
- 「Poppin' Heartはひとつだけ?」（編曲）
- 「Miracle Episode 1」（作曲・編曲）
- 「Love Potion No.7」（作曲・編曲）
- 「Love Chain」（編曲）

小清水亜美
- 「Rise」（作詞・作曲・編曲）

小柳ゆき
- 「a love song」（編曲）

篠原ともえ
- 「THE BEST OF MINE」（作詞・作曲・編曲）

清水愛
- 「覚醒ビスク・ドール」（作曲・編曲）
- 「恋する旅行少女」（作曲・編曲）
- 「さよならは水の国」（作曲・編曲）
- 「ドッペルローゼ」（作曲・編曲）

新谷良子
- 「エトワール」（作曲・編曲）

StylipS
- 「カフェモカ・サイド」（作曲・編曲）

スターダストプロモーション関連
- ももいろクローバーZ
  - 「PUSH」（編曲）
  - 「My Dear Fellow」（編曲）
  - 「Moon Revenge」（編曲）
  - 「武陵桃源なかよし物語」（編曲）
  - 「スイート・エイティーン・ブギ(佐々木彩夏ソロ)」（作詞・作曲・編曲）
  - 「まるごとれにちゃん(高城れにソロ)」（作曲・編曲）

- ロッカジャポニカ
  - 「魔法のスープ」（共作曲・編曲）（作曲はR・O・Nと共作）

スフィア
- 「PRINCESS CODE」（作曲・編曲）

外間隆史
- 「arc 〜方舟〜 (Instrumental)」（編曲）
- 「明ける絵」（編曲）
- 「火星のコトリ (Instrumental)」（編曲）
- 「PASADENA 〜the sleeping trees〜」（編曲）

田所あずさ
- 「シーソー」（作曲・編曲）

田村ゆかり
- 「君をつれて」（作曲・編曲）
- 「Cutie♡Cutie」（作曲・編曲）
- 「Princess Rose」（作曲・編曲）
- 「Spring fever」（作曲・編曲・ギター）
- 「Overture 〜bloom〜」（作曲・編曲）
- 「デイジー・ブルー」（作曲・編曲）
- 「エアシューター」（編曲）

TETSU69
- 「empty tears」（tetsuyaと共編曲）

鳳山雅姫
- 「渇いた胸 -late shore mix-」（編曲）

9nine
- 「パレード」（作曲・編曲）

南條愛乃
- 「ゼロイチキセキ」(作曲・編曲)

野川さくら
- 「モロビトコゾリテ」（作曲・編曲）
- 「Girl's☆Pleasure」（編曲）

野中藍
- 「チアルーガ!」（作曲・編曲）
- 「つないで、つないで」（作曲・編曲）
- 「CACAO85」（作曲・編曲）
- 「Maybe?」（作曲・編曲）
- 「チェリッシュ」（作曲・編曲）

原由実
- 「intention」（編曲）
- 「Rose on the breast」（作曲・編曲）

ハロー!プロジェクト関連
- 安倍なつみ
  - 「学生時代」（編曲）
  - 「エレベーター二人ぼっち」（編曲）

- GAM
  - 「蜃気楼ロマンス」（編曲）

- Berryz工房
  - 「夢で ドゥーアップ」（編曲）
  - 「秘密のウ・タ・ヒ・メ」（編曲）
  - 「マジ夏すぎる」（編曲）
  - 「夏 Remember you」（編曲）

- モーニング娘。
  - 「声」（編曲）

福原遥
- 「キッチンはマイステージ」（編曲）
- 「ヤムヤム☆キャベツアー」（作曲・編曲）
- 「ストロベリーフェアリー」（作曲・編曲）
- 「待ち遠しいの」（作曲・編曲）
- 「ちぎれた夢」（作曲・編曲）
- 「たまごのワルツ」（作曲・編曲）
- 「きらめくカラフル」（作曲・編曲）
- 「ごちゃまぜ片思い」（作曲・編曲）
- 「彼とフライパン」（作曲・編曲）
- 「虹の向こうへ」（作曲）
- 「さあ炒めよう」（作曲）
- 「煮込んでスマイル」（作曲）
- 「いろいろ大好き」（作曲・編曲）
- 「パリパリジェンヌ」（作曲・編曲）
- 「夢見るスタイル」（作曲・編曲）
- 「青い空の下で」（作曲・編曲）
- 「おイモ音頭」（作曲・編曲）
- 「マジカルオーブン」（作曲・編曲）
- 「ときめきデコレーション」（作曲・編曲）
- 「タマゴはアイドル」（作曲・編曲）
- 「野菜・さい・さい」（作曲・編曲）
- 「ウキウキゆでルンバ」（作曲・編曲）
- 「ニイハオメン!」（作曲・編曲）
- 「グルグルミックス」（作曲・編曲）
- 「まいんのハッピークリスマス」（作曲・編曲）
- 「クッキンマーチ」（作曲・編曲）
- 「情熱のマルメサンバ」（作曲・編曲）
- 「チョコレートチア」（作曲・編曲）
- 「まいんのフルーツシンフォニー」（編曲）
- 「クルッとツツムくん」（作曲・編曲）
- 「こんがりマイドリーム」（作曲・編曲）
- 「お肉フルパワー」（作曲・編曲）
- 「ダンス ライス ダンス」（作曲・編曲）
- 「魔法のフワフワ」（作曲・編曲）
- 「マイハート・ギュッ!」（作曲・編曲）
- 「ホンワカあったかクリスマス」（作曲・編曲）
- 「プクプクのホワホワ」（作曲・編曲）
- 「おかしな☆おかし」（作曲・編曲）
- 「世界マキマキ大作戦!」（作曲・編曲）

保志総一朗
- 「Lost my past」（作詞・作曲・編曲）

PoppinS
- 「SukiSuki☆Moon」（作曲・編曲）
- 「さらっちゃって流れ星」（作曲・編曲）

堀江由衣
- 「Love Countdown」（作詞・作曲・編曲）
- 「HOLIDAY」（編曲）

みひろ
- 「ヒマワリ」（作曲）
- 「ストロベリーダイアリー」（作曲）

宮崎羽衣
- 「まもらせて…」（編曲）
- 「WE LOVE YOU 」（作曲・編曲）
- 「Happy Toy☆.」（編曲）
- 「FRUITFUL WEEK」（作曲・編曲）

吉木りさ
- 「ラブリィ♥ラブリィ♥ラブリィ」（作曲・編曲）

little by little
- 「home town」（編曲）

### アニメ・ゲームソング
アイドルマスターシリーズ
- THE IDOLM@STER SP
  - 「KisS」（作曲・編曲）
  - 「livE」（作曲・編曲）
- THE IDOLM@STER 2
  - 「Tip Taps Tip」（編曲）
  - 「風花」（作詞・作曲・編曲）
- THE IDOLM@STER (アニメ)
  - 「CHANGE!!!!」（内田哲也と共編曲）
  - 「マリオネットの心 (M@STER VERSION)」（作曲）
  - 「さよならをありがとう」（作詞・作曲・編曲）
- アイドルマスター シンデレラガールズ
  - 「To my darling…」（編曲）
  - 「lilac time」（作詞・作曲・編曲）
- アイドルマスター ミリオンライブ!
  - 「POKER POKER」（作曲・編曲）

あかね色に染まる坂
- 「Cherry pink mystery」（作曲・編曲）

あかほり外道アワーらぶげ
- 「SUNNY SUNNY DAY!!」（作曲・編曲）

明日のよいち!
- 「Nonfiction family」（作曲・編曲）
- 「「まぜるな! キケン」が基本ッス」（作曲・編曲）

ウィッチブレイド
- 「あしたの手」（作詞・作曲・編曲）
- 「Spring Summer, Fall」（共作詞・作曲・編曲）（作詞は山野裕子と共作）

うどんの国の金色毛鞠
- 「ガオガオちゃん体操」（作曲・編曲）

S.S.D.S. 〜刹那の英雄〜
- 「アイガワカルナラ」（編曲）

えむえむっ!
- 「Happy Birthday, my holy day」（作曲・編曲）
- 「Melty time 〜やさしい場所で」（作曲・編曲）

おそ松さん
- 「ちゃんとした合体のテーマ」（作詞・作曲・編曲）
- 「マジック天使　マジヘライッチー」（作詞・作曲）

おとぎ銃士 赤ずきん
- 「笑顔の宝物」（作曲・編曲）

乙女はお姉さまに恋してる
- 「愛する人へ」（作曲・編曲）
- 「女の子の証」（作曲・編曲）

おとめ妖怪 ざくろ
- 「初戀は柘榴色」（作曲・編曲）
- 「二人静」（作曲・編曲）
- 「純情マスカレイド」（作曲・編曲）
- 「乙女セツナ恋吹雪」（作曲・編曲）
- 「恋の灯、愛の実」（作曲・編曲）

お兄ちゃんのことなんかぜんぜん好きじゃないんだからねっ!!
- 「Catch My Hope」（作曲・編曲）

おまもりひまり
- 「love and peace」（作曲・編曲）

かなめも
- 「君へとつなぐココロ」（共作詞・作曲・編曲）（作詞はTOMBOWと共作）

kiss×sis
- 「バランスKISS」（作詞・作曲・編曲）
- 「Happy day, Happy time」（作詞・作曲・編曲）

ギャラクシーエンジェる〜ん
- 「やめてメテオ」（編曲）

狂乱家族日記
- 「世界で一番ヤバイ恋」（作曲・編曲）

Gift 〜ギフト〜 eternal rainbow
- 「For you,For you!!」（作曲・編曲）

クッキンアイドル アイ!マイ!まいん!
- 「ハッピーレシピ」（作詞・作曲・編曲）
- 「フレンド」（作詞・作曲・編曲）

くじびきアンバランス
- 「Forget-me-not」（作詞・作曲・編曲）
- 「Water Lily」（編曲）
- 「I to You」（作曲・編曲）
- 「Heaven17girl」（作詞・作曲・編曲）

CLAYMORE
- 「変貌」（編曲）

K
- 「ネコのうた」（作曲）
- 「ハート・イン・ブルー」（作曲）

ケータイ少女
- 「駆け足Diary」（作詞・作曲・編曲）

Get Ride! アムドライバー
- 「Wild Wind」（作詞・作曲・編曲）

げんしけん
- 「ハレルヤ ハレルヒ」（編曲）

けんぷファー
- 「experiment」（作曲・編曲）

恋風
- 「恋風」（作曲・編曲）

極上生徒会
- 「楽園のステージ」（作曲・編曲）

琴浦さん
- 「つるぺた」（作詞・作曲・編曲）

ささみさん@がんばらない
- 「永遠へ続く道」（作詞・作曲・編曲）
- 「シナプスの鏡」（作詞・作曲・編曲）
- 「Happy Everyday」（作詞・作曲・編曲）
- 「VIVA 私利私欲」（作詞・作曲・編曲）
- 「リボンがフワリ」（作詞・作曲・編曲）

さよなら絶望先生
- 「恋路ロマネスク」（作曲・編曲）
- 「絶世美人」（作曲・編曲）
- 「絶望レストラン」（作曲・編曲）
- 「デッド・ラインダンス、デス」（作曲・編曲）
- 「ピッコロ」（作曲・編曲）
- 「ほれっ・ぽい」（作曲・共編曲）（編曲は川田瑠夏と共同）

さらざんまい
- 「さらざんまいのうた」（作曲）
- 「カワウソイヤァ」（作曲）

3月のライオン
- 「ニャー将棋音頭」（作詞・作曲・編曲）

涼宮ハルヒの憂鬱
- 「見つけて Happy Life」（作曲・編曲）

ストライクウィッチーズ
- 「ブックマーク ア・ヘッド」（作曲・編曲）
- 「falcon eyes」（作曲・編曲）
- 「ダンケシェン・ウィッチーズ」（作曲・編曲）
- 「Friend-Ship」（作曲・編曲）
- 「Le ciel bleu」（作曲・編曲）
- 「BUST UP DREAM」（作曲・編曲）

プリキュアシリーズ
- スマイルプリキュア!
  - 「100%ヒーロー」（作曲・編曲）

生徒会の一存
- 「Treasure」（作詞・作曲・編曲）

聖闘士星矢Ω
- 「I’ll be there」（作詞・作曲・編曲）

セイント・ビースト
- 「金色の花が咲く丘で」（編曲）

そらのおとしもの
- 「Ring My Bell」（作曲・編曲）
- 「Always Smiling」（作詞・作曲・編曲）

月詠 -MOON PHASE-
- 「悲しい予感」（作詞・作曲・編曲）

ツバサ・クロニクル
- 「旅の途中で希望の歌を歌おう」（作詞・作曲・編曲）

デート・ア・ライブ
- 「蕾がひらくとき」（作詞・作曲・編曲）

ときめきメモリアルシリーズ
- ときめきメモリアル Girl's Side
  - 「星の降る夜は」（編曲）

ドラゴンコレクション
- 「ユナユナ デイドリーム」（作詞・作曲・編曲）

とらドラ!
- 「オレンジ」（編曲）
- 「失恋サンバ」（作曲・編曲）
- 「ミラノ天国」（作曲・編曲）
- 「ホーリーナイト」（作曲・編曲）
- 「プリーズ フリーズ」（編曲）

トゥルー・ラブストーリー
- 「いつの日か また逢いましょう」（編曲）

波打際のむろみさん
- 「カワイイ! 最強伝説」（作曲・編曲）

ビビッドレッド・オペレーション
- 「Stray Sheep Story」（作詞・作曲・編曲）
- 「maelstrom」（作詞・作曲・編曲）

姫様ご用心
- 「クレヨン」（編曲）
- 「カルーアミルクのお風呂に入りたい」（編曲）

百花繚乱 サムライガールズ
- 「覚悟のらんらんガール」（作曲・編曲）

双恋シリーズ
- 双恋 -フタコイ-
  - 「わいわいLove balloon」（編曲）
- フタコイ オルタナティブ 恋と少女とマシンガン
  - 「恋泥棒ごっこ」（作曲・編曲）
  - 「笑顔のそらで会いましょう」（作曲・編曲）

まかでみ・WAっしょい!
- 「奇跡の降る夜 〜 Crystal Christmas」（作曲・編曲）

まよチキ!
- 「I'm a Butler!」（作曲・編曲）
- 「Flower」（作詞・作曲・編曲）

輪るピングドラム
- 「ROCK OVER JAPAN」（編曲）
- 「イカレちまったぜ!!」（編曲）
- 「Bad News黒い予感」（編曲）
- 「魂こがして」（編曲）
- 「ダディーズ・シューズ」（編曲）
- 「Private Girl」（編曲）
- 「HIDE and SEEK」（編曲）
- 「朝のかげりの中で」（編曲）
- 「灰色の水曜日」（編曲）
- 「HEROES 〜 英雄たち」（編曲）
- 「Mの悲劇」（作曲・編曲）

メイドインアビス
- 「旅の左手、最果ての右手」（作詞・作曲・編曲）

もえたん
- 「始まりアンダンテ」（作曲・編曲）

やはり俺の青春ラブコメはまちがっている。
- 「Bright Generation」（作曲）

よくわかる現代魔法
- 「Classical mode」（作曲・編曲）
- 「Automatic analyzer」（作曲・編曲）

らき☆すた
- 「どんだけファンファーレ」（作曲）
- 「100%?ナイナイナイ」（編曲）

## 劇伴作品

### テレビアニメ
2008年
- とらドラ!

2009年
- クッキンアイドル アイ!マイ!まいん!
- かなめも
- よくわかる現代魔法

2010年
- おまもりひまり
- えむえむっ!

2011年
- まよチキ!
- 輪るピングドラム

2012年
- さんかれあ
- うぽって!!

2013年
- ささみさん@がんばらない
- ゴールデンタイム

2014年
- 彼女がフラグをおられたら
- 月刊少女野崎くん

2015年
- ユリ熊嵐
- それが声優!
- おそ松さん

2016年
- 3月のライオン
- うどんの国の金色毛鞠

2017年
- ひなこのーと
- 3月のライオン（第2シリーズ）
- おそ松さん（第2期）

2018年
- 刀使ノ巫女
- 多田くんは恋をしない

2019年
- さらざんまい
- ダンベル何キロ持てる?

2020年
- かくしごと
- 社長、バトルの時間です!
- 魔王城でおやすみ
- おそ松さん（第3期）

2021年
- 古見さんは、コミュ症です。
- 真の仲間じゃないと勇者のパーティーを追い出されたので、辺境でスローライフすることにしました

2022年
- 古見さんは、コミュ症です。（第2期）
- 永久少年 Eternal Boys

2023年
- 実は俺、最強でした?
- まついぬ （川田瑠夏、設楽哲也、関向弥生と共同）

2024年
- 真の仲間じゃないと勇者のパーティーを追い出されたので、辺境でスローライフすることにしました2nd
- ゆびさきと恋々
- 先輩はおとこのこ

2025年
- ウィッチウォッチ
- 全修。
- ぐらんぶる（Season 2）
- おそ松さん（第4期）

時期未発表
- きみが死ぬまで恋をしたい
- 顔に出ない柏田さんと顔に出る太田君

### 劇場アニメ
2019年
- えいがのおそ松さん

2021年
- 劇場編集版 かくしごと -ひめごとはなんですか-

2022年
- RE:cycle of the PENGUINDRUM
- おそ松さん〜ヒピポ族と輝く果実〜

2023年
- おそ松さん〜魂のたこ焼きパーティーと伝説のお泊り会〜

2024年
-  i☆Ris the Movie - Full Energy!! -（川田瑠夏、設楽哲也、関向弥生と共同）

2025年
- 先輩はおとこのこ あめのち晴れ

### テレビドラマ
2003年
- 愛の110番（CBC制作、TBS系列放映）

2017年
- 千住クレイジーボーイズ（NHK BSプレミアム）
- 悦ちゃん〜昭和駄目パパ恋物語〜（NHK）

2018年
- 学校へ行けなかった私が「あの花」「ここさけ」を書くまで（NHK）

2019年
- 連続テレビ小説 なつぞら（NHK）

2021年
- 彼女はキレイだった（フジテレビ系列、関西テレビ）

2023年
- わたしのお嫁くん（フジテレビ系列）

### 実写映画
2022年
- 映画 おそ松さん

## その他
- 花王「エモリカ」「ハミング」CM
- セブン-イレブン ラジオCM